# Сид Барет
Роџер Кит (Сид) Барет (енгл. Roger Keith (Syd) Barrett; Кембриџ, 6. јануар 1946 — Кембриџ, 7. јул 2006) био је енглески музичар. Он је један од оснивача групе Pink Floyd. Иако је његов рад у рок музици био краткотрајан, сматра се врло утицајним.

## Биографија
Завршио је средњу школу за дечаке у Кембриџу. Водио је удобан породични живот енглеске средње класе, као други по старости од петоро деце. Отац му је умро када је имао непуних 16 година, убрзо пошто је уписао другу школу. Одувек је био уметник и музичар. Одлучио се да студира сликање.
Сид је делио своје музичко образовање у Кембриџу са својим пријатељем Дејвидом Гилмором који га је научио основе свирања гитаре. У Лондону је студирао сликање на Школи уметности Камбервел у Пекаму. Стан је делио са Роџером Вотерсом у Хајгејту.
Након три године као члан групе Pink Floyd (1965—1968), објављује два соло албума. У потпуности се повлачи из света музике 1972. године.